# Chthonius pristani
Espèce
Chthonius pristani est une espèce de pseudoscorpions de la famille des Chthoniidae.

## Distribution
Cette espèce est endémique de Croatie. Elle se rencontre dans la grotte Špilja kod Vilišnice à Sveti Filip i Jakov.

## Description
La femelle holotype mesure 2,00 mm.

## Publication originale
- Ćurčić, Rađa, Makarov, Ćurčić, Ilić & Dimitrijević, 2011 : A cavernicolous pseudoscorpion of the genus Chthonius (Chthonius) C. L. Koch from Dalmatia. Acta Zoologica Bulgarica, vol. 63, no 2, p. 499-505.